# Мачевна (река)
Маче́вна — река на северо-востоке Камчатского края.
Длина реки — 27 км. Протекает по территории Олюторского района Камчатского края. Впадает в Берингово море (лиман Мачевна).
Гидроним имеет корякское происхождение, но его точное значение не установлено.

## Данные водного реестра
По данным государственного водного реестра России относится к Анадыро-Колымскому бассейновому округу.
Код водного объекта в государственном водном реестре — 19060000212120000002174.